# Битва при Талавере (1936)
Битва при Талавере (исп. Batalla de Talavera) — сражение во время Гражданской войны в Испании, произошедшее 3 сентября 1936 года. Республиканцы, пытаясь преградить путь на Мадрид в Талавера де ла Рейна, потерпели поражение от профессиональной армии националистов. Обе стороны понесли тяжёлые потери.
В начале сентября, после постепенного отступления вдоль Тахо, республиканские войска закрепились на сильной позиции на высотах над Талаверой. В предыдущих боях республиканский генерал Рикельме не решался обороняться на открытой местности и постоянно отступал, что позволило ему сохранить силы и собрать возле Телаверы около 10 000 человек. Его войска были усилены дополнительной артиллерией и бронепоездом. Утомленные и потрёпанные националисты тем временем продвинулись вперёд на несколько сотен миль практически без передышки.
На рассвете 3 сентября генерал Ягуэ приказал полковнику Асенсио и майору Кастехону атаковать защитников во фланги. Две колонны вскоре захватили железнодорожную станцию и аэродром. Вновь у республиканцев сдали нервы, когда они поняли, что будут окружены и захвачены в плен. Многие солдаты покинули свои позиции и бежали с поля боя на автобусах.
В полдень Ягуэ атаковал непосредственно сам город. Хотя республиканцы удерживали свои позиции большую часть дня, а оставив их, оказали небольшое сопротивление на улицах города, к вечеру Талавера всё же была взята. Бои стоили националистам 1000 человек убитыми и ранеными. У республиканцев было убито 500 человек, 1000 попала в плен, победителям достались также 42 орудия. Республиканцы потеряли свой последний рубеж обороны перед Мадридом, который вскоре был осаждён.